# Верхоянский район
Верхоя́нский улус (район) (якут. Үөһээ Дьааҥы улууһа) — административно-территориальная единица (улус или район) и муниципальное образование (муниципальный район) в Республике Саха (Якутия) Российской Федерации.
Административный центр — посёлок городского типа Батагай.

## География
Площадь района — 134,4 тыс. км². Расположен на севере Якутии. Граничит на востоке с Момским районом, на юго-востоке — с Томпонским, на юго-западе — с Кобяйским улусом, на западе — с Эвено-Бытантайским, на северо-западе — с Булунским и на севере, северо-востоке — с Усть-Янским улусом.
Юг и центральную часть занимает Янское плоскогорье, на северо-западе — хребет Кулар, на востоке — горные цепи хребта Черского. Территория улуса орошается рекой Яна и её притоками, Адыча (один из главных) и Туостаах.
В среднем течении Яны на 68° с. ш. находится верхнепалеолитическая стоянка Бунге-Толля 1885, датируемая возрастом 47 тыс. лет.
Природные условия
Климат — субарктический, резко континентальный. Средняя температура января −38 °C…−48 °C, июля +15 °C…+17 °C. Осадков выпадает в год от 150 мм до 300 мм.
Самая низкая температура воздуха (−67,8 °C) за пределами Антарктиды была зафиксирована в феврале 1892 года на территории улуса в городе Верхоянск. Верхоянск называют Полюсом холода северного полушария.
Часовой пояс
Верхоянский улус находится в часовой зоне МСК+7. Смещение применяемого времени относительно UTC составляет +10:00.

## История
В 1954 году центр района был перенесён из Верхоянска в Батагай. 18 июля 1959 года к Верхоянскому району была присоединена часть территории упразднённого Усть-Янского района. 1 февраля 1963 года район был упразднён, но 30 декабря 1966 восстановлен.

## Население
| 1970    | 1979    | 1989    | 2002    | 2009    | 2010    | 2011    | 2012    | 2013    |
| ------- | ------- | ------- | ------- | ------- | ------- | ------- | ------- | ------- |
| 19 358  | ↗19 806 | ↗24 259 | ↘13 666 | ↘11 954 | ↗12 815 | ↘12 767 | ↘12 394 | ↘12 041 |
| 2014    | 2015    | 2016    | 2017    | 2018    | 2019    | 2020    | 2021    | 2022    |
| ↘11 665 | ↘11 528 | ↘11 371 | ↗11 385 | ↘11 352 | ↘11 133 | ↘11 059 | ↘10 037 | ↘10 005 |
| 2023    |         |         |         |         |         |         |         |         |
| ↗10 009 |         |         |         |         |         |         |         |         |

### Урбанизация
В городских условиях (город Верхоянск, пгт Батагай и Эсэ-Хайя) проживают 46,79 % населения района.

### Национальный состав
| национальность | человек | %     |
| -------------- | ------- | ----- |
| якуты          | 9 599   | 70.24 |
| русские        | 2 756   | 20.17 |
| украинцы       | 403     | 2.95  |
| эвены          | 376     | 2.75  |
| другие         | 532     | 3.89  |

## Муниципально-территориальное устройство
Верхоянский район (улус), в рамках организации местного самоуправления в муниципальном районе, включает 17 муниципальных образований, в том числе 3 городских поселения и 14 сельских поселений (наслегов):
| №  | Муниципальное образование | Административный центр | Количество населённых пунктов | Население (чел.) | Площадь (км²) |
| -- | ------------------------- | ---------------------- | ----------------------------- | ---------------- | ------------- |
| 1  | город Верхоянск           | город Верхоянск        | 1                             | ↘768             | 25,00         |
| 2  | посёлок Батагай           | пгт Батагай            | 3                             | ↗3759            | 11,00         |
| 3  | посёлок Эсэ-Хайя          | пгт Эсэ-Хайя           | 1                             | ↗156             | 3,00          |
| 4  | Адычинский наслег         | село Бетенкёс          | 3                             | ↗908             | 5666,00       |
| 5  | Арылахский наслег         | село Бала              | 2                             | ↘481             | 3516,00       |
| 6  | Бабушкинский наслег       | село Боронук           | 2                             | ↘331             | 5417,00       |
| 7  | Барыласский наслег        | село Барылас           | 1                             | ↘91              | 6750,00       |
| 8  | Борулахский наслег        | село Томтор            | 2                             | ↗708             | 18930,00      |
| 9  | Дулгалахский наслег       | село Томтор            | 1                             | ↘281             | 5931,00       |
| 10 | Сартанский наслег         | село Юнкюр             | 2                             | ↘527             | 12139,00      |
| 11 | Столбинский наслег        | село Столбы            | 1                             | ↗286             | 1898,00       |
| 12 | Суордахский наслег        | село Суордах           | 1                             | ↘333             | 9237,00       |
| 13 | Табалахский наслег        | село Улахан-Кюёль      | 2                             | ↘925             | 26993,00      |
| 14 | Чёрюмчинский наслег       | село Чёрюмче           | 2                             | ↘214             | 13654,00      |
| 15 | Эгинский наслег           | село Сайды             | 2                             | ↗600             | 21828,06      |
| 16 | Эльгесский наслег         | село Хайысардах        | 1                             | →364             | 3683,00       |
| 17 | Янский наслег             | село Юттях             | 2                             | ↘130             | 1747,00       |

### Населённые пункты
В Верхоянском районе 29 населённых пунктов.
| №  | Населённый пункт | Тип   | Население | Муниципальное образование |
| -- | ---------------- | ----- | --------- | ------------------------- |
| 1  | Алысардах        | село  | ↗97       | Адычинский наслег         |
| 2  | Бала             | село  | ↘327      | Арылахский наслег         |
| 3  | Барылас          | село  | ↘91       | Барыласский наслег        |
| 4  | Батагай          | пгт   | ↗3759     | посёлок Батагай           |
| 5  | Бетенкёс         | село  | ↘619      | Адычинский наслег         |
| 6  | Боронук          | село  | ↘260      | Бабушкинский наслег       |
| 7  | Верхоянск        | город | ↘768      | город Верхоянск           |
| 8  | Мачах            | село  | ↗83       | Бабушкинский наслег       |
| 9  | Метяки           | село  | ↘0        | Арылахский наслег         |
| 10 | Осохтох          | село  | ↘110      | Эгинский наслег           |
| 11 | Сайды            | село  | ↘429      | Эгинский наслег           |
| 12 | Сентачан         | село  | ↘0        | посёлок Батагай           |
| 13 | Столбы           | село  | ↗286      | Столбинский наслег        |
| 14 | Суордах          | село  | ↘333      | Суордахский наслег        |
| 15 | Сысы-Мейите      | село  | ↘25       | Сартанский наслег         |
| 16 | Тала             | село  | ↘0        | Табалахский наслег        |
| 17 | Токума           | село  | ↗156      | Борулахский наслег        |
| 18 | Томтор           | село  | ↘499      | Борулахский наслег        |
| 19 | Томтор           | село  | ↘281      | Дулгалахский наслег       |
| 20 | Улахан-Кюёль     | село  | ↘776      | Табалахский наслег        |
| 21 | Усть-Чаркы       | село  | ↘0        | посёлок Батагай           |
| 22 | Хайысардах       | село  | →364      | Эльгесский наслег         |
| 23 | Чёрюмче          | село  | ↗223      | Чёрюмчинский наслег       |
| 24 | Чолбон           | село  | ↘0        | Янский наслег             |
| 25 | Энгя-Сайылыга    | село  | ↘0        | Адычинский наслег         |
| 26 | Эсэ-Хайя         | пгт   | ↗156      | посёлок Эсэ-Хайя          |
| 27 | Юнкюр            | село  | ↘435      | Сартанский наслег         |
| 28 | Юрдюк-Кумах      | село  | ↘1        | Эльгесский наслег         |
| 29 | Юттях            | село  | ↘130      | Янский наслег             |

Упразднённые населённые пункты:
- 1998 год — поселки Адычанск, Ойун-Хомото, Тысы-Кыл, административно подчиненные п. Батагай; Аппыт, административно подчиненный г. Верхоянск; Ченкеленья, административно подчиненный п. Лазо; Атыр-Мэйитэ, Хайыкан Дулгалахского наслега; Мой-Юрях, Екюччю, Хатынгнах Суордахского наслега; Асар Эгинского наслега[34].

## Экономика
Промышленность
Район располагает месторождениями олова, сурьмы, золота, серебра, вольфрама, меди и других полезных ископаемых. В советское время здесь активно разрабатывались месторождения олова близ посёлков Батагай и Эсэ-Хайя (в том числе месторождение Кестер), золота в посёлке Лазо. В 1990-е годы горнодобывающая промышленность в улусе пришла в полный упадок. В 2001 году закрыт посёлок Лазо, в 2003 году планировалось закрыть посёлок Эсэ-Хайя, но решение о закрытии не было принято.
В последние годы ситуация исправляется, на территории района находятся:
- золотосурьмяное месторождение Сентачан — одно из самых крупных в России, было законсервировано в 1990-е годы. ОАО «Звезда» проведён комплекс восстановительных работ и активно ведётся добыча.
- месторождение золота Кючус — одно из самых крупных в Якутии. ОАО «Полюс Золото» в настоящее время разрабатывает программу доразведки месторождения и готовит предпроектное исследование.
- месторождение Прогноз — крупный объект комплексных серебряных руд высокого качества. ОАО «Бурятзолото» планирует завершить по нему геологоразведочные работы к 2009 году.

Сельское хозяйство
Ныне статус района — аграрный. Основу сельского хозяйства района составляет мясо-молочное скотоводство, мясное табунное коневодство, оленеводство, пушной промысел.

## Транспорт
По территории района проходит автодорога «Яна», сквозное движение возможно только в зимний период, участок с твёрдым покрытием «Батагай—Эсе-Хайя» (20 км), запланировано строительство дороги на участке «Батагай—Стрелка» (близ устья Адычи) (90 км). Автодороги с твёрдым покрытием (частично) «Батагай—Верхоянск» (92 км) и «Батагай—Бетенкёс» (46 км)
Аэропорт в Батагае.
Речные пристани в Батагае, в Верхоянске.

## Археологические раскопки
- 13 августа 2018 года в Верхоянском районе Якутии обнаружили скелет мамонта с сохранившимися мягкими тканями и шерстью[37].
- Найденная на местонахождении Юнюген на Яне на севере Верхоянского района в 32 км к северу от села Сайды лопатка волка, пробитая человеком, датируется возрастом 42 тыс. лет назад[38].